# Cry for Freedom
Cry for Freedom — песня американской хард-рок группы White Lion из альбома «Big Game», выпущенного в августе 1989 года.

## Обзор
«Cry for Freedom» — одиннадцатая песня и третий сингл из альбома «Big Game». Сингл был выпущен в 1990 году в двух форматах: семидюймовая виниловая пластинка, содержащая помимо самой песни, би-сайдом песню «Dirty Woman», доступную также на альбоме «Big Game», и CD-сингл, куда ко всему прочему была добавлена ранее не выпускавшаяся концертная версия песни «Wait» с предыдущего альбома «Pride».
Сингл не смог добиться широкой популярности и прошёл мимо чартов.
Основными темами песни стали призыв к вере в свободу и мечту, а также осуждение расизма, насилия, и войн, приводящих к смертям, голоду и возрастающему количеству беженцев. Эти темы не характерны для глэм-метала, в котором основной упор баллад делается на любовные темы.

## Видеоклип
Клип, снятый на песню, начинается с кадров толпы во время выступления группы под барабанный ритм Грега ДиАнджело за кадром. Затем показан Майк Трамп, идущий вдоль склепов по парижскому кладбищу Пер-Лашез, дорогу ему перебегает чёрная кошка. Затем вступает мелодичная гитара Вито Братта и показаны закрывающиеся тюремные ворота. Участники группы играют по отдельности в здании, похожем на заброшенную часовню, на фоне различных решёток. Майк поёт и смотрит на белого голубя, сидящего у распахнутой форточки под самым потолком. Затем снова следуют кадры подготовки к выходу на сцену и ожидание фанатов. После этого показан расписанный фанатами могильный камень Джима Моррисона и стена из черепов в парижских катакомбах. Также в клипе мелькает лев, заточённый в неволю.
Клип снят преимущественно в чёрно-белых тонах, исключения составляют лишь некоторые вставки выступления группы.
Версия для клипа была сокращена, её продолжительность превратилась из 6:08 в 4:15.

## В записи участвовали
- Майк Трамп — вокал
- Вито Братта — гитара
- Джеймс Ломенцо — бас-гитара
- Грег ДиАнджело — ударные

## Список дисков, на которых выпускалась песня
- Big Game (1989)
- The Best of White Lion (1992)
- Anthology 83—89 (2004)
- Rocking the USA (2005)
- The Definitive Rock Collection (2007)

## Свобода
В 2001 году российская хеви-метал группа Ария выпустила кавер-версию «Cry for Freedom», озаглавленную «Свобода» на совместном с группой «Мастер» мини-альбоме «Tribute to Harley-Davidson II». Как видно из названия, альбом посвящён тематике байкеров и был выпущен ограниченным тиражом специально к международному байк-шоу. Первая часть альбома «Tribute to Harley-Davidson», записанного Арией, была выпущена в 1999 году. В 2002 году песня была включена в сборник редких песен Арии «Штиль».
Песня была переведена на русский язык Маргаритой Пушкиной, написавшей большинство песен Арии. Песня также вошла в концертный репертуар группы «Кипелов», созданной бывшим вокалистом Арии Валерием Кипеловым.